# استقمار

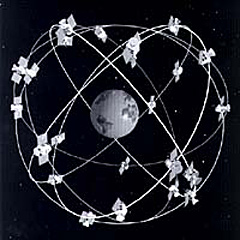

الاستقمار (مولدة) إطلاق مركبة فضاء في حركة دورية حول جرم سماوي يكبره كتلة، ليصير بمنزلة قمر اصطناعي يحوم عليه.
إذا كان القمر الاصطناعي يدور في مدار دائري، تساوي سرعته جذر قسمة كتلة الجرم مضروبة في ثابت الجاذبية على شعاع المدار.
v = √GM / R